# Gaviphosa kera
Pour les articles homonymes, voir Kera.
Genre
Espèce
Gaviphosa kera, unique représentant du genre Gaviphosa, est une espèce d'araignées aranéomorphes de la famille des Gnaphosidae.

## Distribution
Cette espèce est endémique du Kerala en Inde,. Elle se rencontre vers Pathanamthitta

## Description
Le mâle holotype mesure 4,90 mm.

## Étymologie
Le genre est composé de Gavi en référence à la localité type de l'animal (le village de Gavi) et associé à la terminaison -phosa issu de Gnaphosa.
Le nom d'espèce kera signifie "cocotier" en sanskrit en référence au "pays des cocotiers" qui est l'une des traductions littérales de "Kerala", l'état où l'animal a été découvert.

## Publication originale
- Sankaran & Caleb, 2021 : « On the taxonomic validity of Indian ground spiders: V. Genera Megamyrmaekion Reuss, 1834, Sosticus Chamberlin, 1922 and Gaviphosa gen. nov. (Araneae: Gnaphosidae). » Zootaxa, no 5040(4), p. 539-564.